# Índice de capacidades básicas
El índice de capacidades básicas (ICB) es una magnitud empleada para indicar el grado de pobreza sin tener en cuenta el ingreso económico (como sucede con el índice de desarrollo humano o con los cálculos del Banco Mundial que indican el número de personas que viven con menos de uno o dos dólares al día). El mismo es creado por el Equipo de Investigación de Social Watch, red internacional de organizaciones de base que trabaja en la defensa y monitoreo de los derechos humanos.
El ICB se elabora a partir de tres indicadores: porcentaje de niños que llegan al quinto curso de educación, mortalidad de menores de cinco años y porcentaje de partos asistidos por personal médico especializado. Estos tres indicadores reflejan el estado de la educación, salud infantil y salud reproductiva (tenidos en cuenta en los objetivos de desarrollo pactados a nivel mundial, por ejemplo los Objetivos de Desarrollo del Milenio).
- Datos: Q3635607